# Frankrigs parlamentsvalg 2017
Valget til den franske Nationalforsamling 2017 blev afholdt den 11. juni og den 18. juni 2017. 
Valget fandt sted i enkeltmandskredse. De to kandidater i kredsen, der fik fleste stemmer i første valgrunde, gik videre til anden valgrunde, hvor det egentlige parlamentsvalg fandt sted.

## Første runde
Første runde af parlamentsvalget fandt sted den 11. juni 2017.
Her opnåede fire kandidater flertal i deres kredse. I de øvrige kredse gik de to kandidater, der fik flest stemmer i første runde, videre til anden runde, der fandt sted den 18. juni 2017.
Stemmetal på kandidater fra nogle af de mindre partier er medregnet enten under valgalliancens største parti, under løsgængere, under økologister, under regionale partier, under uafhængige venstre eller under uafhængige højre. 
- La République en marche !: 6.390.797 stemmer, (28,21 procent), 2 mandater
- Republikanerne: 3.573.366 stemmer, (15,77 procent).
- Front National: 2.990.592 stemmer, (13,20 procent).
- Det oprørske Frankrig: 2.497.661 stemmer, (11,02 procent).
- Socialistpartiet: 1.685.773 stemmer, (7,44 procent).
- Den demokratiske bevægelse: 932.229 stemmer, (4,11 procent).
- Unionen af demokrater og uafhængige: 687.219 stemmer, (3,03 procent), 1 mandat.
- Kommunistpartiet: 615.503 stemmer, (2,72 procent).
- Uafhængige venstre: 362.328 stemmer, (1,60 procent), 1 mandat.
- Rejs jer for Frankrig: 265.433 stemmer, (1,17 procent).
- Union Populaire Républicaine: 148.734 temmer, (0,67 procent).
- Det radikale Venstreparti: 106.287 stemmer, (0,47 procent).

## Anden runde
Anden runde af parlamentsvalget fandt sted den 18. juni 2017. Resultatet af denne valgrunde var:
- La République En Marche - 43,1 procent (308 pladser).
- Republikanerne - 22,2 procent (113 pladser).
- Front National - 8,8 procent (8 pladser).
- MoDem - 6,1 procent (42 pladser).
- Socialistpartiet - 5,7 procent (29 pladser).
- La France Insoumise - 4,9 procent (17 pladser).

Man kan bemærke, at det franske valgsystem ikke giver partierne en repræsentation modsvarende deres stemmeandel. Således fik La République En Marche 308 pladser men ville ved en repræsentativ ordning kun få 248 pladser. Front National blev tredjestørste parti efter stemmetal men fik kun 8 pladser (ved en repræsentativ ordning ville partiet få 50-51 pladser) og tre mindre partier fik alle større repræsentation end Front National.
Kun 44% af vælgerne deltog i anden valgrunde. Det er den ringeste deltagelse siden 1958.

## Parlamentariske grupper efter valget
I slutningen af juni 2017 fordelte de 577 medlemmer af den nyvalgte Nationalforsamling sig i følgende parlamentariske grupper:
- 314 medlemmer: Gruppen for Republikken fremad (lidt over 300 fra Republikken fremad (REM), resten fra andre partier). Gruppen blev dannet i 2017.

- 100 medlemmer: Republikanske gruppe (95 fra Republikanerne) (LR) og fem fra smågrupper hos det uafhængige højre). Gruppen blev dannet (under et andet navn) i 2002.

- 47 medlemmer: Gruppen for en demokratisk bevægelse og allierede (43 fra Den demokratiske bevægelse (MoDem) og fire fra andre partier). Gruppen blev (gen)dannet i 2017.

- 35 medlemmer: Konstruktive republikanere og UDI (12 er konstruktive republikanere dvs. udbrydere fra Republikanerne), mens 16 er valgte for partikoalitionen UDI. To uafhængige er fra Elsass–Lothringen og fem er valgte i de oversøiske områder). Gruppen blev dannet i 2012 og gendannet i 2017.

- 31 medlemmer: Det nye venstres gruppe (30 fra Socialistpartiet) (PS) og et medlem kommer fra et økologisk parti). Gruppen blev dannet i 1958, dengang under navnet Socialisterne (Socialiste (SOC)).

- 17 medlemmer: Gruppen det oprørske Frankrig (repræsenterer forskellige partier på venstrefløjen). Gruppen blev dannet i 2017.

- 16 medlemmer: Det demokratiske og republikanske venstre (GDR) (11 kommunister, fire fra de oversøiske områder). Gruppen blev dannet i 2007.

- 18 medlemmer: Løsgængere (otte medlemmer fra Front National, tre radikale og fem fra enkeltmandspartier). Løsgængerne er ikke anerkendt som en politisk gruppe.

Der er som regel nogle medlemmer, der skifter gruppe. Derfor giver en sammentælling ikke nødvendigvis 577 medlemmer. En gruppe bliver kun anerkendt, hvis den har mindst 15 medlemmer. Dette presser parlamentarikerne fra de små oversøiske områder til at gå ind i de større franske grupper. Det samme gælder for små partier og løsgængere fra selve Frankrig.

## Nye regeringer
Den 15. maj dannede Édouard Philippe sin første regering, og den 21. juni dannede han sin anden regering. 
Begge disse regeringer var prægede af Republikken fremad (REM) og Den demokratiske bevægelse (MoDem), men der var også et antal uafhængige ministre. Desuden var der enkelte ministre fra det radikale venstreparti, fra økologiske partier, fra uafhængige venstre og fra uafhængige højre. Endeligt var der dissendenter fra de tidligere regeringspartier (Republikanerne) (LR) og Socialistpartiet) (PS)).

## Partier
Ved valget i juni 2017 deltog følgende landsdækkende partier: 
- La République en marche !
- Den demokratiske bevægelse (MoDem) (i valgteknisk samarbejde med La République en marche)
- Front National
- Republikanerne (stillede op som UMP i 2012)
- Unionen af demokrater og uafhængige (UDI) (i valgteknisk samarbejde med Republikanerne)
- Det oprørske Frankrig (delvist en videreførelse af Venstrepartiet)
- Socialistpartiet
- Europa økologi - De grønne (EELV) (i valgteknisk samarbejde med Socialistpartiet)
- Kommunistpartiet
- Rejs jer for Frankrig
- Det radikale Venstreparti
- Det radikale parti (valoisien)
- Den republikanske folkeunion

Uden for partierne opstillede et stort antal uafhængige kandidater. Indenrigsministeriet grupperefr en del af disse kandidater i:
- Uafhængige højre
- Uafhængige venstre